# Juniorzy
Juniorzy – grupa młodzieżowa klubu sportowego, a zwłaszcza w piłce nożnej, piłce ręcznej, siatkówce, koszykówce, hokeju, rugby, tenisie, lekkoatletyce itd.
Juniorzy dzielą się na młodszych i starszych. W skład juniorów młodszych wchodzi młodzież w wieku 13 lat – 17 lat (w zależności od rekrutacji klubu, optymalnie: 14 lat – 16 lat), a starszych 14 lat – 19 lat (w zależności od rekrutacji klubu, optymalnie: 16 lat – 19 lat).
W każdej kategorii wiekowej mogą grać młodsi zawodnicy z niższych klas wiekowych.

## Piłka nożna

### Karta identyfikacyjna
Zawodnicy, którzy nie ukończyli 18. roku życia, zobowiązani są sporządzić z PZPN-em młodzieżową kartę identyfikacyjną zawodnika, w której oświadczają, że wyrażają zgodę na umieszczenie swoich danych osobowych w elektronicznym systemie ewidencji klubów i zawodników oraz na ich przetwarzanie. Od 16. roku życia, podpisując taką kartę, piłkarz do 18. roku życia nie może opuścić klubu bez dobrowolnej zgody klubu.
Po ukończeniu 18 roku życia piłkarz lub inny zawodnik danego klubu sportowego, lub innych tego typu organizacji sportowych, związków sportowych może pozostać w klubie przechodząc do klasy seniorów (przy podpisaniu zawodowego kontraktu z klubem) czy też pozostać w klubie grając w niższych ligach niż I drużyna klubu np. w drużynie rezerw danego klubu. Zawodnik po ukończeniu 18 roku życia może opuścić klub bez żadnych konsekwencji.

### Liga
Zazwyczaj ligi, które są organizowane przez OZPN lub PZPN dla zawodników tej kategorii wiekowej są połączone.

### Czas rozgrywanych meczów w piłce nożnej
- juniorzy młodsi: 90 minut
- juniorzy starsi: 90 minut